# Engoulevent nain
Chordeiles pusillus
Espèce
Statut de conservation UICN

 LC  : Préoccupation mineure
L'Engoulevent nain (Chordeiles pusillus) est une espèce d'oiseaux de la famille des Caprimulgidae.

## Répartition
Cette espèce vit en Argentine, en Bolivie, au Brésil, en Colombie, au Guyana et au Venezuela.